# NGC 938
NGC 938 (również PGC 9423 lub UGC 1947) – galaktyka eliptyczna (E), znajdująca się w gwiazdozbiorze Barana. Odkrył ją Heinrich Louis d’Arrest 30 grudnia 1863 roku.
W galaktyce tej zaobserwowano supernową SN 2015ab.